# Pero arditaria
Pero arditaria är en fjärilsart som beskrevs av Debauche 1937. Pero arditaria ingår i släktet Pero och familjen mätare. Inga underarter finns listade i Catalogue of Life.